# Calabasas (álbum)
Calabasas es el cuarto álbum de estudio del músico estadounidense B. W. Stevenson. Fue publicado en marzo de 1974 a través de RCA Records.

## Recepción de la crítica
La revista Billboard lo nombró una selección “Spotlight” y un crítico no especificado escribió: “Este LP es el más importante que Stevenson ha lanzado en su corta carrera como artista de renombre nacional. Con la explotación adecuada, este LP podría tener grandes ventas; es así de bueno. Todos los ingredientes contagiosos del pop y el rock se combinan a la perfección aquí”. Un escritor no especificado de la revista Cash Box describió Calabasas como “una obra maestra de la voz única de B. W. junto con un material excelente en piezas de producción y arreglos ingeniosos que desafían toda descripción”.

## Lista de canciones
Todas las canciones escritas y compuestas por B. W. Stevenson, excepto donde esta anotado. 
| Lado uno |                                               |          |  |
| N.º      | Título                                        | Duración |  |
| 1.       | «Look for the Light» (Daniel Moore)           | 3:09     |  |
| 2.       | «Little Bit of Understanding» (Kenny Edwards) | 2:45     |  |
| 3.       | «We Had It All» (Troy Seals, Donnie Fritts)   | 2:30     |  |
| 4.       | «(Livin' It) Day by Day»                      | 3:43     |  |
| 5.       | «Dry Land» (Jay Pruitt)                       | 3:07     |  |

| Lado dos |                                          |          |  |
| N.º      | Título                                   | Duración |  |
| 1.       | «Anna-Lisa» (Kim Carnes, Dave Ellingson) | 2:34     |  |
| 2.       | «Please Come to Boston» (Dave Loggins)   | 3:55     |  |
| 3.       | «Roll On»                                | 3:04     |  |
| 4.       | «Song for Katy»                          | 2:51     |  |
| 5.       | «Here We Go Again»                       | 4:03     |  |

## Créditos y personal
Créditos adaptados desde las notas de álbum de Calabasas.
Músicos
- B. W. Stevenson – voz principal, guitarra acústica
- Larry Carlton – guitarra acústica, guitarra líder
- Bobby Rambo – guitarra acústica, guitarra líder
- Red Rhodes – steel guitar
- Jim Gordon – batería
- Larry Muhoberac – teclados
- Jay Pruitt – teclados
- Joe Osborn – bajo eléctrico
- Bobbye Hall – percusión
- Jimmie Haskell – sintetizador Moog
- Linda Ronstadt – coros
- Daniel Moore – coros
- Andrew Gold – coros
- Ken Edwards – coros
- Kim Carnes – coros
- Dave Ellingson – coros
- Julia Tillman – coros
- Darla Griser – coros

Personal técnico
- David Kershenbaum – productor
- Rick Ruggieri – ingeniero de audio, mezclas
- Dennis Smith – técnico de estudio
- Artie Torgersen – técnico de estudio
- Frank Mulvey – director artístico
- Sam Emerson – fotografía
- Anthony Loew – fotografía

## Posicionamiento
| Gráfica (1974)                                        | Pico de posición |
| ----------------------------------------------------- | ---------------- |
| Estados Unidos (Billboard Bubbling Under the Top LPs) | 206              |